# Calibre 10
Le calibre 10 est une ancienne munition employée dans les fusils de chasse.
Il existe toujours et est encore produit. La société russe TOZ fabriquait des armes KS-23 chambrées  en calibre10.
Le nombre 10 correspond au nombre de balles rondes que l'on peut faire avec une livre ancienne de plomb, dont la masse exacte variait selon la région et parfois l'époque mais était d'environ 451,53 grammes. Le diamètre intérieur des canons des armes chambrées en calibre 10 est de 19,7 mm. Pour plus de précisions sur le mode de détermination, voir l'article sur le calibre.
Il était employé dans les années 1889 à 1900 dans le fusil à double canon Remington par l'entreprise de Diligence Wells Fargo, et comme calibre de défense aux États-Unis avant 1920. Ainsi Doc Holliday utilisait un fusil de ce calibre, un modèle juxtaposé belge à chiens, avec crosse et canons sciés. Il était réservé principalement à la chasse aux canards en Europe.
Le calibre 10 est désormais quasiment uniquement chargé à grenaille ou à chevrotine.